# Grabiny-Zameczek
Grabiny-Zameczek (niem. Herrengrebin) – wieś w Polsce, położona w województwie pomorskim, w powiecie gdańskim, w gminie Suchy Dąb, na obszarze Żuław Gdańskich, u ujścia Kłodawy do Motławy. Wieś jest siedzibą sołectwa Grabiny-Zameczek w którego skład wchodzą również miejscowości Grabowe Pole, Grabowo, Grabiny Duchowne oraz osada Grabiny-Zameczek.
W latach 1975–1998 miejscowość administracyjnie należała do województwa gdańskiego.

## Historia
Po raz pierwszy wieś została wymieniona w dokumencie księcia Mściwoja II 28 sierpnia 1273 r. jako "Grabino". Po zagarnięciu Pomorza Gdańskiego przez Krzyżaków urosła do rangi ważnego gospodarczo ośrodka administracyjnego, rządzonego przez wójtów. Ich siedzibą był już w XIV w. dwór obronny, otoczony wałem i palisadą oraz fosą. Dzięki doskonałym warunkom glebowym majątek stał się wkrótce jedną z głównych baz hodowlanych w państwie krzyżackim. W 1404 r. np. znajdowało się w niej 2200 owiec, 120 sztuk bydła, 480 świń, a nadto stadnina licząca 300 koni.
Z uwagi na częste przyjazdy do bogatej posiadłości mistrzów Zakonu, wybudowano w 1406 r. nowy murowany zamek w stylu gotyckim. Jednocześnie nad Motławą wybudowano akwedukt z wodami skierowanej tutaj rzeki Kłodawy, którymi zasilono fosę zamkową oraz młyn. Z chwilą wybuchu wojny 13-letniej gdańszczanie wyprawili się bezzwłocznie do Grabin-Zameczka, by go zagarnąć. W 1459 r. zrównano zamek, a otaczające go elementy obronne zostały zburzone na polecenie gdańskiej Rady Miejskiej. Mszcząc się, Krzyżacy zniszczyli i zrabowali majątek, a służbę wymordowali. Kilkadziesiąt lat później spustoszoną posiadłość przejął jako dzierżawę patrycjusz gdański Eberhard Ferber i odbudował forteczkę. Wieś należąca do Żuław Steblewskich terytorium miasta Gdańska położona była w drugiej połowie XVI wieku w województwie pomorskim. 
W późniejszych latach Grabiny były zdobywane przez wojska Stefana Batorego, który walczył ze zbuntowanym miastem Gdańskiem. W 1577 r. ten sam król kierował stąd akcją represyjną przeciw Gdańskowi. W 1628 i 1628 r. w odbudowanym zamku przebywał król szwedzki Gustaw Adolf, inicjator wojny z Polską i wódz rozbójniczej armii. Podczas potopu Szwedzi organizowali stąd łupieskie wyprawy na Gdańsk. W styczniu 1657 r., gdy zamarzły wody w fosie zamkowej, ruszył na Grabiny oddział gdański w sile 1600 ludzi. Po zażartej walce zdobyto warownię. W późniejszych czasach wojenne uciążliwości nie omijały majątku grabińskiego, ale kończyło się na kwaterunkach i rekwizycjach.
28 listopada 1928 roku Senat Wolnego Miasta Gdańsk ustanowił herb miejscowości, przedstawiający zamek z dwiema wieżami, między którymi umieszczono tarczę z herbem wielkich mistrzów krzyżackich. W książce „Herby i pieczęcie miast Pomorza” Marian Gumowski określił barwy herbu: tarcza wielkich mistrzów była koloru srebrnego z czarnym krzyżem, a na niej mniejszym krzyżem złotym; w jej środku mała złota tarcza z czarnym orłem Rzeszy; mury zamku w kolorze czerwonym, na białym tle.

## Zabytki
Według rejestru zabytków NID na listę zabytków wpisany jest zamek krzyżacki, obecnie dom mieszkalny z kaplicą filialną pw. Świętej Trójcy, XIV/XV – XIX w., nr rej.: 667 z 27.10.1973.
Liczne przebudowy spowodowały niemal całkowitą utratę pierwotnej formy architektonicznej. Czytelny pozostał zarys czworobocznego założenia z wewnętrznym dziedzińcem. Zachowały się pozostałości zachodniego skrzydła dworu obronnego, z kamiennym herbem Gdańska na ceglanej bramie wjazdowej, średniowieczne piwnice, natomiast wewnątrz budynku gospodarczego dawna izba czeladna, w której obecnie mieści się kaplica pw. św Anny i Joachima, z zabytkowymi ołtarzem (z 1644) i amboną.
Ponadto we wsi znajdują się:
- fosy obronne[10]
- gotyckie mury dawnego browaru
- park przydworski z 700-letnim dębem o obwodzie 6,9 m.
- najwyższe wzniesienie Żuław Wiślanych (14,6 m n.p.m.), noszące od 2011 wyłonioną w konkursie nazwę Batorowy Ostaniec.